# Englische Cricket-Nationalmannschaft in Südafrika in der Saison 1905/06
Die Tour der englischen Cricket-Nationalmannschaft nach Südafrika in der Saison 1905/06 fand vom 9. Dezember 1905 bis zum 2. April 1906. Die internationale Cricket-Tour war Bestandteil der Internationalen Cricket-Saison 1905/06 und umfasste fünf Tests. England gewann die Serie 1–0.

## Vorgeschichte
Für beide Mannschaften war es die erste Tour der Saison.
Das letzte Aufeinandertreffen der beiden Mannschaften bei einer Tour fand in der Saison 1904 in England statt.

## Stadien
Die folgenden Stadien wurden für die Tour als Austragungsort vorgesehen:
| Stadion                    | Stadt        | Kapazität | Spiele       |
| -------------------------- | ------------ | --------- | ------------ |
| Old Wanderers No. 1 Ground | Johannesburg |           | 1. – 3. Test |
| Newlands Cricket Ground    | Kapstadt     | 25.000    | 4. & 5. Test |

## Kaderlisten
Die Mannschaften benannten die folgenden Kader:
| Test | Test |
| Südafrika | England |
| --- | --- |
| - Percy Sherwell (K, wk) - Aubrey Faulkner - Maitland Hathorn - Dave Nourse - Reggie Schwarz - William Shalders - Jimmy Sinclair - Tip Snooke - Louis Tancred - Bert Vogler - Gordon White | - Pelham Warner (K) - Colin Blythe - Jack Board (wk) - Jack Crawford - Lucky Denton - Frederick Fane - Schofield Haigh - John Hartley - Ernie Hayes - Walter Lees - Leonard Moon (wk) - Albert Relf - Teddy Wynyard |

## Tests

### Erster Test in Johannesburg
| 2. – 4. Januar Scorecard | Johannesburg | England 182 (63) & 190 (58.5)  | – | Südafrika 91 (46.1) & 287-9 (112.5) |
|                          |              | Südafrika gewinnt mit 1 Wicket |   |                                     |

England gewann den Münzwurf und entschied sich als Schlagmannschaft zu beginnen. Für sie schieden früh die ersten drei Batter aus, bevor Teddy Wynward und Ernie Hayes eine Partnerschaft formten. Heyes erreichte 20 Runs und wurde durch Jack Crawford gefolgt. Wynward gelangen 29 Runs und nachdem der hineinkommende Schofield Haigh 23 Runs erzielte, schied kurz darauf auch Crawford nach 44 Runs aus. Die letzte Partnerschaft des Innings wurde geformt durch Walter Lees und Colin Blythe. Lees schied nach 11 Runs aus, als Blythe 17* Runs erzielt hatte. Bester südafrikanischer Bowler war Reggie Schwarz mit 3 Wickets für 72 Runs. Auch Südafrika verlor früh zahlreiche Wickets. Tip Snooke erreichte dann 19 Runs, bevor Dave Bourse und Bert Vogler eine Partnerschaft bildeten. Nachdem Vogler nach 14 Runs ausgeschieden war, endete der Tag beim Stand von 71/8. Am zweiten Spieltag beendete Nourse das Innings ungeschlagen mit 18* Runs und verkürzte so den Rückstand auf 93 Runs. Beste englische Bolwer waren Walter Lees mit 5 Wickets für 34 Runs und Colin Blythe mit 3 Wickets für 33 Runs. In ihrem zweiten Innings bildete Eröffnungs-Batter Pelham Warner und der dritte Batter Lucky Dent eine Partnerschaft. Denton schied nach 34 Runs aus und nachdem Jack Crawford ins Spiel gekommen war, verlor auch Warner nach einem Fifty über 51 Runs sein Wicket. Dieser wurde durch Albert Relf ersetzt. Crawford gelangen 43 Runs und Relf schied nach 17 Runs aus, womit die Vorgabe für Südafrika auf 284 Runs festgesetzt wurde. Bester südafrikanischer Bowler war Aubrey Faulkner mit 4 Wickets für 26 Runs. Für Südafrika formten die Eröffnungs-Batter Louis Tancred und William Shalders eine Partnerschaft. Tancred erreichte 10 Runs und wurde durch Gordon White ersetzt, bevor der Tag beim Stand von 68/2 endete. Am dritten Spieltag verlor Shalders nach 38 Runs sein Wicket und White fand mit Dave Nourse einen weiteren partner. White schied dann nach einem Fifty über 81 Runs aus, bevor Nourse zusammen mit Percy Sherwell die Vorgabe einholen konnte. Nourse erzielte dabei ein Fifty über 93* Runs und Sherwell 22* Runs. Bester englischer Bowler war Walter Lees mit 3 Wickets für 74 Runs.

### Zweiter Test in Johannesburg
| 6. – 8. März Scorecard | Johannesburg | England 148 (66.2) & 160 (70.5) | – | Südafrika 277 (100.2) & 33-1 (10.5) |
|                        |              | Südafrika gewinnt mit 9 Wickets |   |                                     |

England gewann den Münzwurf und entschied sich als Schlagmannschaft zu beginnen. Für sie bildete Eröffnungs-Batter Jack Crawford zusammen mit dem fünften Batter Leonard Moon eine Partnerschaft. Crawford erreichte 23 Runs und ihm folgte Albert Relf. Moon verlor sein Wicket nach 30 Runs und Relf kurz darauf nach 24 Runs. Daraufhin formten Walter Lees und Colin Blythe eine letzte Partnerschaft. Blythe schied nach 12 Runs aus als Lees bei 25* Runs stand und so endete das Innings nach 148 Runs. Beste südafrikanische Bowler waren Jimmy Sinclair mit 3 Wickets für 35 Runs und Aubrey Faulkner mit 3 Wickets für 38 Runs. Für Südafrika formten Louis Tancred und William Shalders die Eröffnungs-Partnerschaft und beendeten den Tag beim Stand von 4/0. Am zweiten Spieltag schied Shalders nach 37 und Tancred kurz darauf nach 28 Runs aus. Daraufhin kamen Gordon White und Dave Nourse ins Spiel. Nourse schied nach 21 Runs aus und als daraufhin Maitland Hathorn ins Spiel kam, schied auch White nach 21 Runs aus. Hathorn schied dann nach 17 Runs aus, woraufhin Aubrey Faulkner und Jimmy Sinclair eine Partnerschaft formten. Faukner erreichte ebenfalls 17 Runs und der hineinkommende Tip Snooke 24. Mit Percy Sherwell konnte Sinclair ein Fifty über 66 Runs erreichen, während Sherwell mit seinen 20* Runs den Vorsprung auf 129 Runs erhöhte. Damit endete auch der Spieltag. Bester englischer Bowler war Schofield Haigh mit 4 Wickets für 64 Runs. In ihrem zweiten Innings formte Frederick Ferne zusammen mit Teddy Wynyard eine Partnerschaft. Wynyard gelangen 30 Runs und nachdem Albert Relf aufs Feld kam, verlor Fane nach einem Fifty über 65 Runs sein Wicket. Relf schied nach 37 Runs aus und ermöglichte mit einer Vorgabe von 32 Runs Südafrika ein wzeites mal an den Schlag zu bringen. Beste südafrikanische Bowler waren Reggie Schwarz mit 4 Wickets für 30 Runs und Tip Snooke mit 3 Wickets für 40 Runs. Für Südafrika konnte dann Eröffnungs-Batter Louis Tancred zusammen mit dem dritten Schlagmann Gordon White die Vorgabe einholen. Tancred erreichte 18* Runs und White 9*. Da englische Wicket erzielte Walter Lees.

### Dritter Test in Johannesburg
| 10. – 14. März Scorecard | Johannesburg | Südafrika 385 (118.3) & 349-5d (101) | – | England 295 (101.2) & 196 (78.4) |
|                          |              | Südafrika gewinnt mit 243 Runs       |   |                                  |

Südafrika gewann den Münzwurf und entschied sich als Schlagmannschaft zu beginnen. Für sie begannen die Eröffnungs-Batter Louis Tancred und William Shalders, die jeweils 13 Runs erzielten. Daraufhin formten Gordon White und Dave Nourse eine Partnerschaft. White schied nach 46 Runs aus und wurde durch Maitland Hathorn ersetzt. Nourse gelang ein Fifty über 61 Runs und der daraufhin hineinkommende Jimmy Sinclair erreichte 28 und Aubrey Faulkner 19 Runs. Nachdem Tip Snooke aufs Feld gekommen war, verlor Hathorn sein Wicket nach einem Century über 102 Runs. Daraufhin kam Percy Sherwell ins Spiel und der Tag endete beim Stand von 338/7. Nach einem Ruhetag schied Snooke nach 29 Runs aus und Sherwell nach 11 Runs. Die letzte Partnerschaft des Innings bildeten Reggie Schwarz und Bert Vorgler. Schwarz schied nach 10 Runs aus als Vogler bei 28* Runs stand. Bester englischer Bowler war Walter Lees mit 6 Wickets für 78 Runs. Für England bildete Eröffnungs-Batter Pelham Warner mit dem vierten Schlagmann Frederick Fane eine Partnerschaft. Warner schied nach 19 Runs aus und der folgende Leonard Moon erreichte 38 und Ernie Haynes 35 Runs. Nachdem Albert Relf ins Spiel kam verlorFane sein Wicket nach einem Century über 143 Runs. Relf gelangen 33 Runs und das Innings endete mit einem Rückstand von 90 Runs. Daraufhin wurde auch der Tag beendet. In ihrem zweiten Innings für Südafrika die Eröffnungs-Batter Louis Tancred und William Shalders. Shalders erreichte 11 Runs, bevor sich Gordon White etablierte. Nachdem Tancred nach einem Fifty über 73 Runs sein Wicket verloren hatte, erreichte auch Dave Nourse ein Fifty über 55 Runs. Daraufhin kam Jimmy Sinclair ins Spiel. White gelang ein Century über 147 Runs und kurz darauf schied auch Sinclair nach 48 Runs aus. Daraufhin deklarierte Südafrika das Innings und setzte so England eine Vorgabe über 440 Runs. Bester südafrikanischer Bowler war Walter Lees mit 3 Wickets für 85 Runs. Bis zum Tagesende verlor England seine Eröffnungs-Batter und erreichte so den stand von 14/2. Am vierten Spieltag formten Albert Relf und Schofield Haigh eine Partnerschaft. Haigh gelangen 16 Runs, woraufhin Lucky Denton ins Spiel kam. Nachdem Relf nach 18 Runs ausgeschieden war, folgte ihm Jack Crawford aufs Feld. Denton verlor sein Wicket nach einem Fifty über 61 Runs und der hineinkommende Leonard Moon erzielte 15 Runs. Crawford schied kurz darauf nach 34 Runs aus, woraufhin Ernie Hayes das Innings ungeschlagen mit 11* Runs beendete, was jedoch nicht zum erreichen der Vorgabe ausreichte. Bester südafrikanischer Bowler war Tip Snooke mit 8 Wickets für 70 Runs.

### Vierter Test in Kapstadt
| 24. – 27. März Scorecard | Kapstadt | Südafrika 218 (97.3) & 138 (59.5) | – | England 198 (89.5) & 160-6 (59.1) |
|                          |          | England gewinnt mit 4 Wickets     |   |                                   |

Südafrika gewann den Münzwurf und entschied sich als Schlagmannschaft zu beginnen. Für sie bildeten die Eröffnungs-Batter Lois Tancred und William Shalders eine Partnerschaft. Tancred gelangen 11 und Shalders 16 Runs, bevor Gordon White ins Spiel kam und mit Aubrey Falkner eine Partnerschaft formte. White erreichte 41 Runs und wurde gefolgt durch Tip Snooke. Falkner schied nach 34 Runs aus und der ihm folgende Reggie Schwarz erreichte 33 Runs. Snooke verlor dann das letzte Wicket des Innings nach 44 Runs. Bester englischer Bowler war Colin Blythe mit 6 Wickets für 68 Runs. Für England formte Eröffnungs-Batter Albert Relf und der dritte Schlagmann Colin Blythe eine Partnerschaft, bevor der Tag beim Stand von 7/1 endete. Nach einem Ruhetag erzielte Relf 28 Runs und Blythe 27 weitere. Daraufhin kam Lucky Denton ins Spiel und formte mit Jack Crawford eine Partnerschaft. Denton schied nach 34 Runs aus und der hineinkommende Leonard Moon erzielte 33 Runs. Crawford beendete das Innings ungeschlagen mit 36* Runs, womit der Rückstand nach dem ersten Innings 20 Runs betrug. Beste südafrikanische Bowler waren Jimmy Sinclair mit 4 Wickets für 41 Runs und Aubrey Falkner mit 4 Wickets für 49 Runs. Für Südafrika bildete Eröffnungs-Batter Louis Tancred zusammen mit dem dritten Schlagmann Gordon White eine Partnerschaft. Tancred erreichte 10 Runs, ebenso wie der hineinkommende Maitland Hathorn. White schied nach einem Fifty über 73 Runs aus und der Tag endete beim Stand von 97/5. Am dritten Spieltag konnte Bert Vogler ungeschlagene 12* Runs erzielen, bevor das letzte Wicket des Innings fiel und damit England eine Vorgabe von 159 Runs erhielt. Beste englische Bowler waren Colin Blythe mit 5 Wickets für 50 Runs und Walter Lees mit 4 Wickets für 27 Runs. Für England schieden die Eröffnungs-Batter früh aus, woraufhin Lucky Denton und Frederick Fane eine Partnerschaft formten. Denton erreichte 20 Runs und die für ihn hineinkommenden Leonard Moon 28 und Albert Relf 18 weitere. Fane konnte dann zusammen mit Jack Board die Vorgabe einholen. Fane erzielte dabei ein Fifty über 66* Runs und Board 14* Runs. Bester südafrikanischer Bowler war Jimmy Sinclair mit 3 Wickets für 67 Runs.

### Fünfter Test in Kapstadt
| 30. März – 2. April Scorecard | Kapstadt | England 187 (65.2) & 130 (49.2)                 | – | Südafrika 333 (110.4) |
|                               |          | Südafrika gewinnt mit einem Innings und 16 Runs |   |                       |

England gewann den Münzwurf und entschied sich, als Schlagmannschaft zu beginnen. Für England bildete Eröffnungs-Batter Jack Crawford mit dem vierten Schlagmann Frederick Fane eine Partnerschaft. Fane erzielte 30 Runs und nachdem Albert Relf ins Spiel kam, schied Crawford nach einem Fifty über 74 Runs aus. Dieser wurde durch Jack Board ersetzt. Relf gelangen 25 Runs und Bord 20 weitere, bevor das Innings endete. Bester südafrikanischer Bowler war Jimmy Sinclair mit 4 Wickets für 45 Runs. Für Südafrika formten die Eröffnungs-Batter Louis Tancred und William Shalders eine Partnerschaft. Tancred erzielte 26 Runs, bevor er durch Gordon White ersetzt wurde. Shalders gelangen 21 Runs und nachdem Dave Nourse ins Spiel kam, schied White nach 11 Runs aus. Nachdem Jimmy Sinclair aufs Feld gekommen war, endete der Tag beim stand von 87/4. Am zweiten Spieltag schied Sinclair nach 12 Runs aus und wurde gefolgt durch Aubrey Faulkner. Nourse verlor dann sein Wicket nach 36 Runs, woraufhin sich Tip Snooze etablierte. Faulkner schied nach 45 Runs aus und der hineinkommende Reggie Schwarz erzielte 15 Runs. Nachdem Percy Sherwell aufs Feld gekommen war, verlor Snooke sein Wicket nach einem Fifty über 60 Runs. Sherwell bildete mit dem hineinkommenden Bert Vogler eine letzte Partnerschaft. Sherwell schied nach 30 Runs aus, als Vogler mit einem Fifty über 62* Runs den Vorsprung auf 146 Runs erhöht hatte. Beste englische Bowler waren Albert Relf mit 3 Wickets für 40 Runs und Jack Crawford mit 3 Wickets für 69 Runs. Für England formten in ihrem zweiten Innings die Eröffnungs-Batter Jack Crawford und Leonard Moon eine Partnerschaft. Crawford schied nach 13 Runs aus, woraufhin Lucky Denton aufs Feld kam. Moon erreichte 30 Runs und Denton schied kurz darauf nach 10 Runs aus. Die nächste Partnerschaft formten Frederick Fane und Albert Relf. Fane schied nach 10 Runs aus und der tag endete beim Stand von 103/5. Am dritten Spieltag verlor Relf sein Wicket nach 21 Runs. Von den verbliebenen Battern konnte Colin Blythe mit 11* Runs das Innings beenden, was jedoch nicht ausreichte um Südafrika wieder an den Schlag zu bringen. Beste südafrikanische Bowler waren Dave Nourse mit 4 Wickets für 25 Runs und Reggie Schwarz mit 3 Wickets für 16 Runs.

## Statistiken
Die folgenden Cricketstatistiken wurden bei dieser Tour erzielt.
| Tests          | Tests      | Tests   | Tests   | Tests   | Tests   | Tests   | Tests   | Tests   |
| Batting        | Batting    | Batting | Batting | Batting | Batting | Batting | Batting | Batting |
| Spieler        | Mannschaft | Spiele  | Innings | Runs    | Average | HS      | 100s    | 50s     |
| -------------- | ---------- | ------- | ------- | ------- | ------- | ------- | ------- | ------- |
| George White   | Südafrika  | 5       | 9       | 437     | 54,62   | 147     | 1       | 2       |
| Frederick Fane | England    | 5       | 10      | 342     | 38,00   | 143     | 1       | 2       |
| Dave Nourse    | Südafrika  | 5       | 8       | 289     | 48,16   | 93*     | 0       | 3       |
| Jack Crawford  | England    | 5       | 10      | 281     | 31,22   | 74      | 0       | 1       |
| Albert Relf    | England    | 5       | 10      | 229     | 22,90   | 37      | 0       | 0       |
| Bowling        |            |         |         |         |         |         |         |         |
| Spieler        | Mannschaft | Spiele  | Overs   | Wickets | Average | BBI     | 5W      | 10W     |
| Walter Lees    | England    | 5       | 209.2   | 26      | 17,96   | 6/78    | 2       | 0       |
| Tip Snooke     | Südafrika  | 5       | 145.0   | 24      | 15,37   | 8/70    | 1       | 1       |
| Jimmy Sinclair | Südafrika  | 5       | 177.3   | 21      | 19,90   | 4/41    | 0       | 0       |
| Colin Blythe   | England    | 5       | 226.4   | 21      | 26,09   | 6/68    | 2       | 1       |
| Reggie Schwarz | Südafrika  | 5       | 113.3   | 18      | 17,22   | 4/30    | 0       | 0       |